# Євтихій (священномученик, I ст.)
Святий Євтихій (лат. Euthychius) — ранньо-християнський святий, учень Івана Богослова, єпископ Себастії.
Євтихій народився в регіоні Фригії (тепер у Туреччині) у першому столітті. Почувши про Христа Спасителя, він став учнем апостола Івана Богослова, а пізніш помічником і трудівником святого апостола Павла. Він був висвячений на єпископа Себастії (пізніше перейменовано на «Самарія») в Палестині, проповідував Євангелію в багатьох місцях, знищував храми ідолів.
Перетерпівши ув'язнення і тортури за Христову віру, закінчив Євтихій своє праведне життя у глибокій старості в рідному місті Себастя. Деякі дослідники вважають, що він загинув мученицькою смертю на початок II-го століття.

## Специфіка
- Вшанування пам'яті Євтихія припадає на День Незалежності України (24 серпня)

## Джерело
- Рубрика Покуття. Календар і життя святих. (дозвіл отримано 9.01.2008)